# Black (Alabama)
Black és una població dels Estats Units a l'estat d'Alabama. Segons el cens del 2007 tenia 206 habitants.

## Demografia
Segons el cens del 2000, Black tenia 202 habitants, 85 habitatges, i 57 famílies. La densitat de població era de 25,3 habitants/km².
Dels 85 habitatges en un 29,4% hi vivien nens de menys de 18 anys, en un 52,9% hi vivien parelles casades, en un 9,4% dones solteres, i en un 31,8% no eren unitats familiars. En el 28,2% dels habitatges hi vivien persones soles el 16,5% de les quals corresponia a persones de 65 anys o més que vivien soles. El nombre mitjà de persones vivint en cada habitatge era de 2,38 i el nombre mitjà de persones que vivien en cada família era de 2,93.
Per edats la població es repartia de la següent manera: un 23,8% tenia menys de 18 anys, un 11,4% entre 18 i 24, un 24,8% entre 25 i 44, un 22,3% de 45 a 60 i un 17,8% 65 anys o més.
L'edat mediana era de 39 anys. Per cada 100 dones hi havia 72,6 homes. Per cada 100 dones de 18 o més anys hi havia 79,1 homes.
La renda mediana per habitatge era de 31.250 $ i la renda mediana per família de 36.250 $. Els homes tenien una renda mediana de 27.857 $ mentre que les dones 15.924 $. La renda per capita de la població era de 12.628 $. Aproximadament el 13,2% de les famílies i el 19,2% de la població estaven per davall del llindar de pobresa.

## Poblacions més properes
El següent diagrama mostra les poblacions més properes.